# Алатырский кремль
Алатырский кремль — несохравнившаяся деревянная крепость Алатыря, с основанием которой в эпоху Ивана Грозного связано основание самого города. Находилась на холме близ места слияния реки Алатырь с Сурой в северо-восточной части современного Алатыря. Укрепление было основано около 1552 года и стало одним из опорных пунктов на новой юго-восточной границе государства, остававшейся таковой без малого сто лет (Алатырская засечная черта от Темникова до Тетюшей).
Появление новой русской крепости на Суре снизило военное значение более древней Курмышской крепости, являвшейся почти 200 лет русским форпостом ниже по течению Суры. Функцией Алатырской крепости была защита от крымско-ногайских набегов, а также предотвращение контактов непокорных на тот момент народов бывшего Казанского ханства с Крымским ханством и Ногайской Ордой.
Алатырский кремль имел форму пятиугольника. Бревенчатые стены стояли на валах и были окружены рвом. У крепости было семь дозорных и проезжих многоярусных дубовых башен, рубленных в шесть или в четыре угла. Известны названия нескольких из них — Спасская, Силинская, Тайницкая. По описанию 1704 года длина стен составляла около 710 м. С северной и восточной стороны крепость была защищена реками, с южной доступ был затруднён глубокими оврагами. В кремле вскоре после его основания была построена церковь Рождества Пресвятой Богородицы. К кремлю примыкал острог (окольный город), составлявший вторую линию обороны. Длина его стен, состоявших из тына высотой 4—6 м с заострёнными верхушками брёвен, составляла 1917 м. В остроге находились казачья и стрелецкая слободы, посад, Свято-Троицкий мужский монастырь. Число башен не превышало четырёх.
Население крепости состояло из служилых людей (дворян и детей боярских, пушкарей, затинщиков, стрельцов и казаков), переведённых в Алатырь из разных городов.
Во время черемисских войн Алатырская крепость не раз подвергалась нападениям ногайцев. Во время восстания Разина Алатырская крепость была осаждена и сожжена, однако впоследствии восстановлена. Крепость была уничтожена крупным пожаром в 1731 году. Сегодня на месте старой крепости находится площадь Октябрьской Революции.